# Franjo Schücht
Franjo Schücht (izvorno: Franz Schücht), graditelj austrijskog podrijetla koji je djelovao u Zagrebu.
Njegov život i rad odvijao se u doba klasicizma, oko sredine 19. stoljeća. Schücht se spominje prvo kao voditelj građevinskih radova na posjedu bečkoga dvora u Laxenburgu. Četrdesetih godina 19. stoljeća po narudžbi biskupa Jurja Haulika gradi objekte u parku Maksimir: Ljetnikovac biskupa Haulika, Vidikovac Kiosk, Švicarsku kuću, Mirnu kolibu te razne paviljone, a vjerojatno i ulazni portal. U Zagrebu je također projektirao i nacrt samostana i crkve Sestara milosrdnica u Frankopanskoj ulici (kasnije nadograđen).